# Facharzt für Innere Medizin und Angiologie
Facharzt für Innere Medizin und Angiologie, auch Angiologe/Angiologin, ist in Deutschland die offizielle Bezeichnung für einen Facharzt, der sich auf die ärztliche Tätigkeit im Bereich Angiologie des Gebietes Innere Medizin spezialisiert hat.

## Gebietsdefinition Innere Medizin
Nach der deutschen Muster-Weiterbildungsordnung 2018 umfasst das Gebiet Innere Medizin die Vorbeugung, (Früh-)Erkennung, konservative und interventionelle Behandlung sowie Rehabilitation und Nachsorge der Gesundheitsstörungen einschließlich geriatrischer Krankheiten und Erkrankungen der Atmungsorgane, des Herzens und Kreislaufs, der Verdauungsorgane, der Nieren und ableitenden Harnwege, des Blutes und der blutbildenden Organe, des Gefäßsystems, des Stoffwechsels und der inneren Sekretion, des Immunsystems, des Stütz- und Bindegewebes, der Infektionskrankheiten und Vergiftungen sowie der soliden Tumore und der hämatologischen Neoplasien. Das Gebiet umfasst auch die Gesundheitsförderung und die Betreuung unter Berücksichtigung der somatischen, psychischen und sozialen Wechselwirkungen und die interdisziplinäre Koordination der an der gesundheitlichen Betreuung beteiligten Personen und Institutionen.

## Facharzt-Weiterbildung Innere Medizin und Angiologie
Um in Deutschland als Facharzt für Innere Medizin und Angiologie tätig werden zu können, muss nach dem Abschluss eines Medizinstudiums und erteilter Approbation als Arzt
- eine mindestens 72 Monate dauernde Weiterbildung im Gebiet Innere Medizin an zugelassenen Weiterbildungsstätten absolviert werden, davon müssen abgeleistet werden:
- 36 Monate in Innerer Medizin und Angiologie, davon
  - 24 Monate in der stationären Patientenversorgung,
- 24 Monate in mindestens zwei anderen Facharztkompetenzen des Gebiets Innere Medizin,
- 6 Monate in der Notfallaufnahme,
- 6 Monate in der Intensivmedizin.[1]

Bei der Anmeldung zur Weiterbildungsprüfung müssen der zuständigen Ärztekammer sämtliche Nachweise über die erfüllten Mindestanforderungen vorgelegt werden. Dazu gehören auch die Logbuch-Dokumentationen über alle durch die MWBO vorgegebenen Inhalte der Weiterbildung. Zur Weiterbildungsprüfung muss man darlegen, dass man über die entsprechenden Kenntnisse, Erfahrungen und Fertigkeiten im Fach verfügt.
Die Inhalte der Facharzt-Weiterbildungen im Gebiet Innere Medizin / Facharzt/Fachärztin für Innere Medizin und Angiologie (Angiologe/Angiologin) sind in der Muster-Weiterbildungsordnung festgeschrieben.

## Inhalte der Weiterbildung
Zur Weiterbildungsprüfung muss dargelegt werden können, dass man Kenntnisse, Erfahrungen und Fertigkeiten unter anderem in folgenden Bereichen erlangt hat:

### Spezifische Inhalte der Facharzt-Weiterbildung Innere Medizin und Angiologie
- Prävention, Differentialdiagnose, konservative und interventionelle Therapieoptionen sowie Rehabilitation von Krankheiten der Arterien, Kapillaren, Venen und Lymphgefäße
- Diagnostische Verfahren
  - Kapillarmikroskopie
  - Venenverschlussplethysmographie
  - Ergometrische Verfahren, auch zur Gehstreckenbestimmung
  - Arterielle Verschlussdruckmessung peripherer Gefäße
  - Oszillographie/Rheographie
  - Transkutane Sauerstoffdruckmessung
  - Sonographie der peripheren Arterien und Venen
  - Sonographie der extrakraniellen und intrakraniellen hirnversorgenden Arterien
  - Sonographie der abdominellen, retroperitonealen und mediastinalen Gefäße
  - Transthorakale Echokardiographie
  - Sonographie der Subcutis und subcutanen Lymphknoten
- Interventionen/Therapie
  - Indikationsstellung und Befundinterpretation 
    - interventioneller Eingriffe an Arterien und Venen einschließlich der erforderlichen angiographischen Bildgebung
    - weiterer bildgebender Verfahren
    - gerinnungsphysiologischer, immunologischer und hämostaseologischer Testverfahren und Labordiagnostik angiologischer Erkrankungen

  - Physikalische und medikamentöse Therapie einschließlich hämodilutierender und thrombolytischer Verfahren
  - Konservative Wundbehandlung ischämisch, entzündlich und venös bedingter Gewebedefekte und des diabetischen Fußsyndroms
  - Mitwirkung bei der interdisziplinären Indikationsstellung zu operativen Eingriffen an den Gefäßen
  - Präoperative Abklärung und Risikobeurteilung
  - Mitwirkung bei der postoperativen interdisziplinären Nachbetreuung
  - Sklerosierung oberflächlicher Varizen
- Strahlenschutz.[1]

Die Inhalte der Musterweiterbildungsordnung sind allerdings nur eine Empfehlung für die rechtsverbindlichen Weiterbildungsordnungen der Landesärztekammern, die hiervon abweichende Regelungen treffen können.

## Zusatzweiterbildungen
Angiologen und Angiologinnen haben die Möglichkeit, sich durch Zusatz-Weiterbildung weiter zu qualifizieren.
Dies betrifft Zusatz-Weiterbildungen, 
- die von allen Fachärzten, sowie von Ärzten ohne abgeschlossene Facharztweiterbildung erworben können und solche
- die Fachärzten der Gebiete der unmittelbaren Patientenversorgung vorbehalten sind